# Ненчо Христов
Ненчо Христов Ангелов е български колоездач.

## Биография
Роден е на 17 декември 1933 г. във Варна. През 1957 г. печели най-голямото аматьорско колоездачно състезание на шосе „Пробег на мира“ Прага – Берлин – Варшава. През 1956 г. е победител в обиколката на Египет, 1957 г. – в обиколката на България, а през 1959 г. печели обиколката на Югославия.
Умира на 3 май 2002 г.